# Myodocarpaceae
Myodocarpaceae là họ thực vật gồm 2 chi và khoảng 19 loài. Phân bố tại khu vực New Caledonia, Đông Malesia và Queensland (Úc). Từ hệ thống APG II năm 2003 trở đi nó được tách thành một họ, tuy nhiên trong các hệ thống phân loại khác thì người ta vẫn xếp nó vào họ Araliaceae như là phân họ Myodocarpeae.